# Kostel Všech svatých (Milotice)
Barokní kostel Všech svatých v Miloticích byl postaven na místě starého kamenného kostela v letech 1697-1701. V letech 1702-1703 byl dobudován přilehlý areál. Autor architektonických plánů kostela není doposud znám, uvažuje se o Janu Křtiteli Ernovi. Současný kostel je zřejmě již třetí chrámovou stavbou v Miloticích následující po středověkém (doloženém od 14. století) a renesančním kostele (konec 16. století)
Chrám byl poškozen hned po svém dokončení v roce 1705 při vpádu kuruců a podruhé požárem v roce 1807, kdy shořela celá věž. Kostel je chráněn jako kulturní památka České republiky.

## Interiér
Zařízení kostela bylo zpočátku skromné a skládalo se vesměs z vybavení starého chrámu zbořeného před r. 1697. V novostavbě se nacházely pouze tři oltáře: hlavní k poctě Všech svatých a vedlejší Nejsvětější Trojice a Bolestné Panny Marie. V tomto stavu chrám benedikoval farář Paukar v roce 1709. K pořízení hlavního oltáře došlo teprve roku 1720.
V roce 1742 proběhla generální oprava celé stavby a výstavba nového bočního oltáře svatého Kříže. Po této rekonstrukci chrám 10. srpna 1744 vysvětil olomoucký biskup Jakub Arnošt z Lichtenštejna-Kastelkornu. Současné zařízení kostela pochází z přelomu 60. a 70. let 18. století, kdy patronát nad milotickou farností vykonával František Ludvík Serényi. Tehdy vznikly i dva nové boční oltáře. Na výzdobě chrámu se podíleli takoví umělci jako sochař Ondřej Schweigl, malíři Josef Tadeáš Rotter, Josef Stern (hlavní obraz Všech svatých, obraz sv. Jana Nepomuckého a obraz sv. Bartoloměje) a František Vavřinec Korompay a štukatér a řezbář Ondřej Bleiberger.
V chrámu se nachází celkem 6 oltářů: hlavní Všech svatých (1774-1775), vedlejší Nejsvětější Trojice, Panny Marie Bolestné (oba 1767-1768), sv. Bartoloměje, sv. Jana Nepomuckého (oba 1770-1774) a Svatého Kříže s božím hrobem (1808).

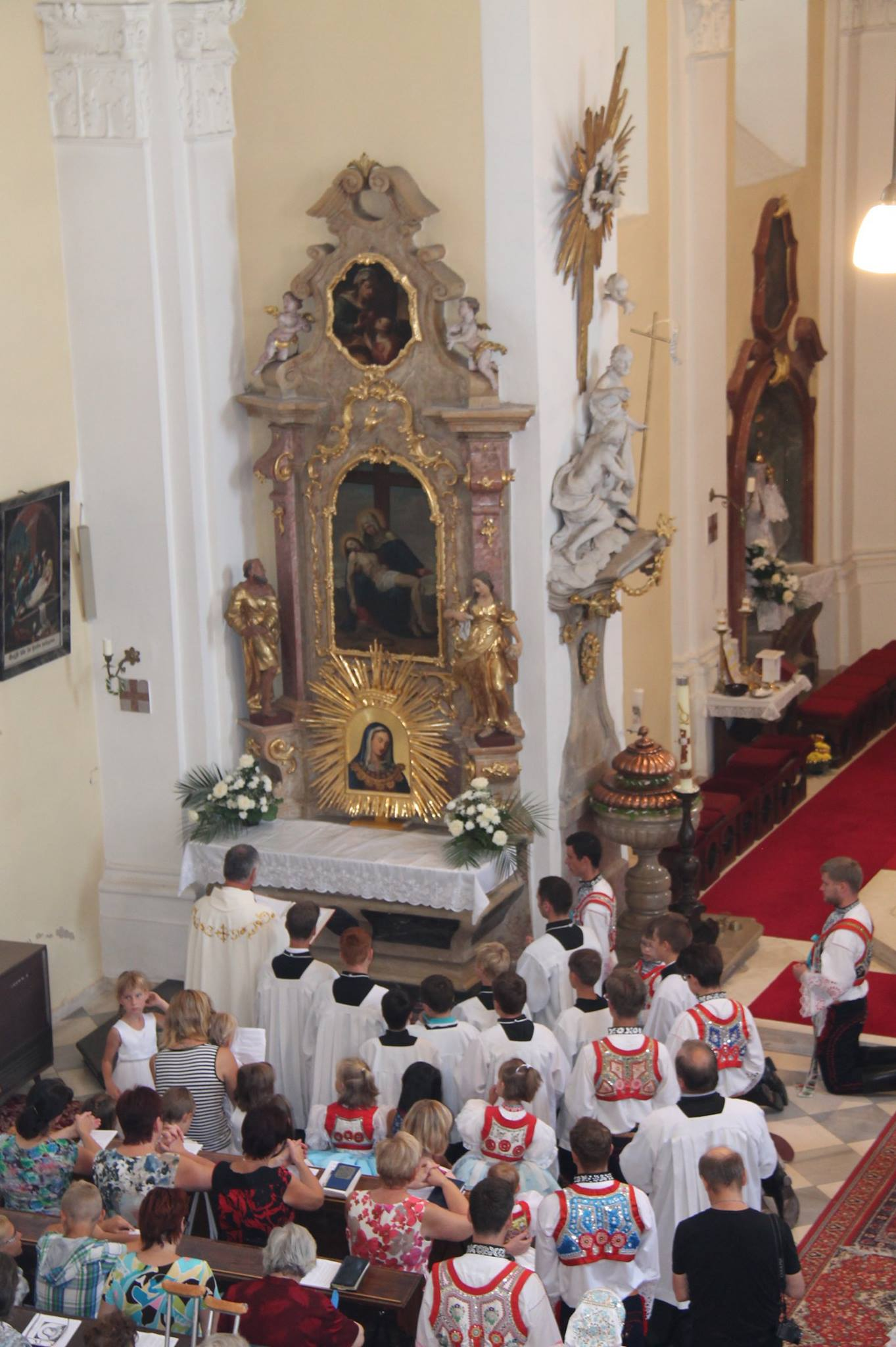
Znovuuvedení obrazu Panny Marie Milotické

Na boční oltář Panny Marie Bolestné byla 27. srpna 2017 instalována malba Panny Marie Milotické, která se do chrámu vrátila po 68 letech.

## Exteriér

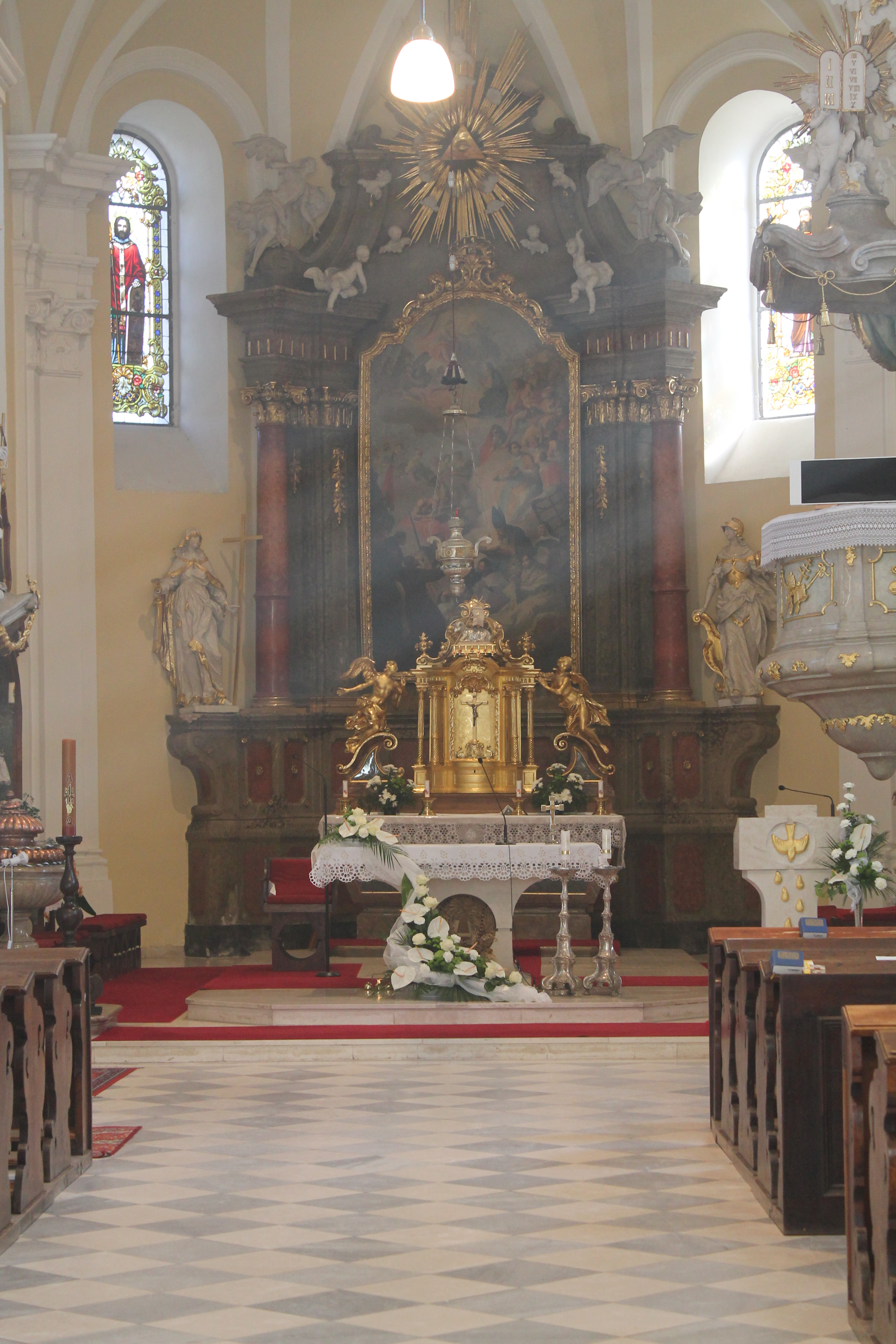
Interiér - hlavní oltář

Celou tuto sakrální stavbu obklopuje zeď z let 1702-1703 ozdobená sochami. Nejstarším je sousoší Malé Kalvárie, které pochází od dvou různých autorů (nejprve byly před rokem 1715 zhotoveny sochy Panny Marie a sv. Jana, mezi nimiž stál železný kříž; ten byl pravděpodobně kolem poloviny 18. století nahrazen současným kamenným). Podstavce soch Malé Kalvárie tvoří fragmenty zdiva či portálu ze starého kostela. Patrně kolem poloviny 18. století byla ohradní zeď osazena sochami sv. Jana Nepomuckého od Josefa Leonarda Webera a sv. Jana Křtitele, kterou zhotovil doposud neurčený autor. Další kamenné skulptury sv. Annu, sv. Izidora, sv. Floriána a sv. Josefa od Ondřeje Schweigla byly na zeď umístěny s velkou pravděpodobností na přelomu šedesátých a sedmdesátých let 18. století. Socha sv. Vendelína (O. Schweigl) a sv. Libor (neznámý sochař) byly na zeď umístěny až druhotně na konci 19. století, resp. v 80. letech 20. století. Zídka původně ohrazovala hřbitov, který zde fungoval až do roku 1787. Zeď je řazena do kulturních památek I. kategorie a spolu s hřbitovem ve Střílkách je celorepublikovou raritou.

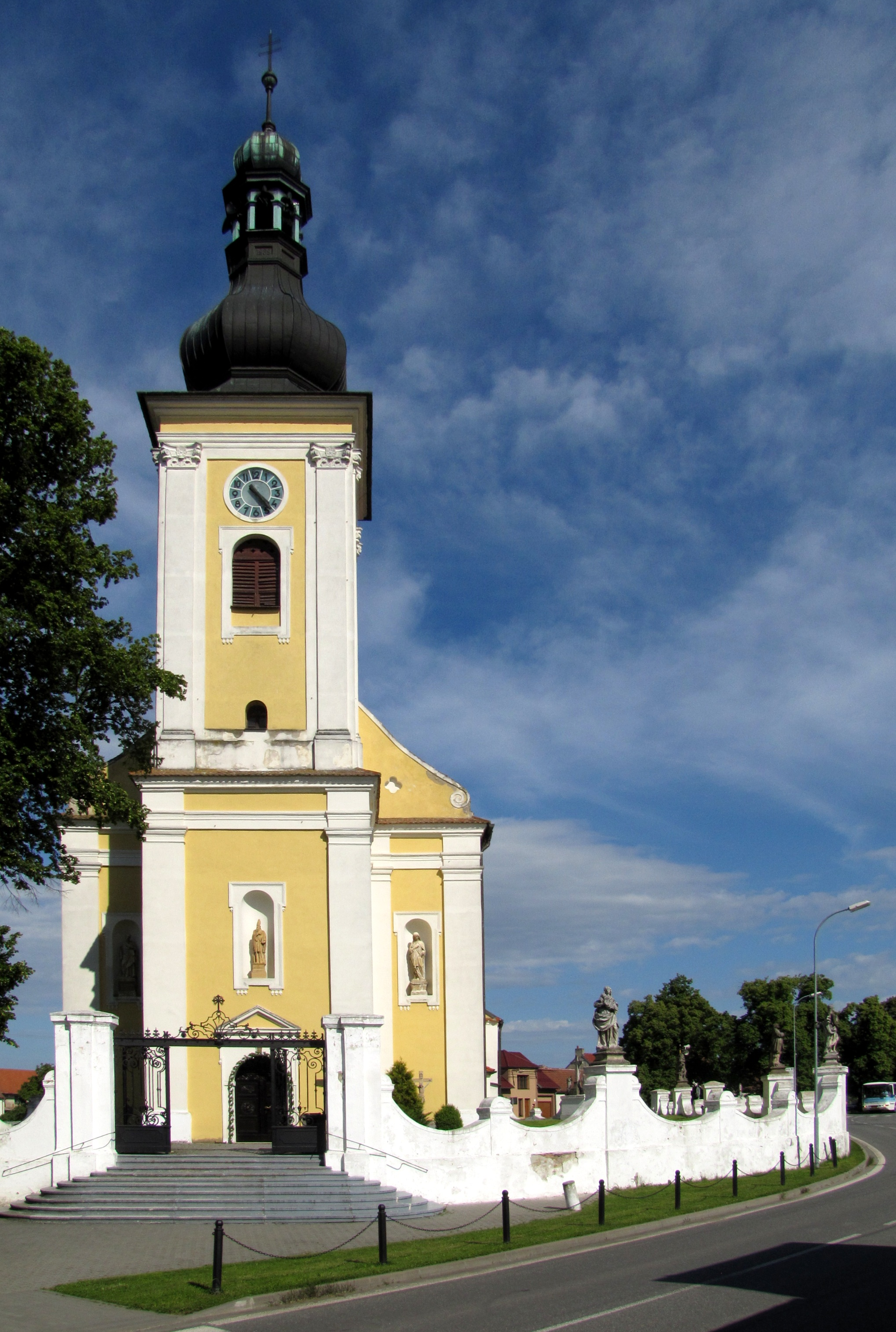
Průčelí kostela
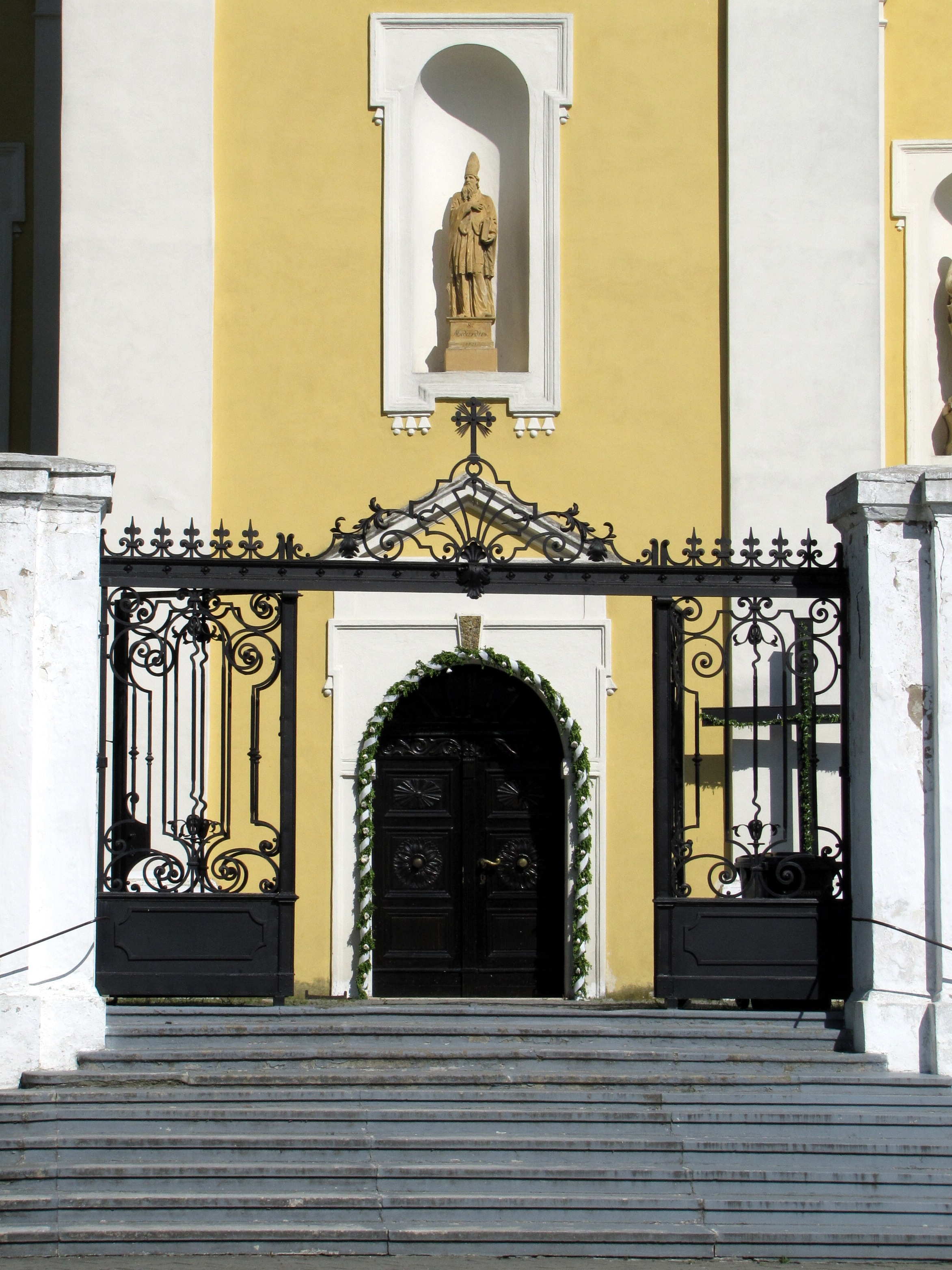
Vchod
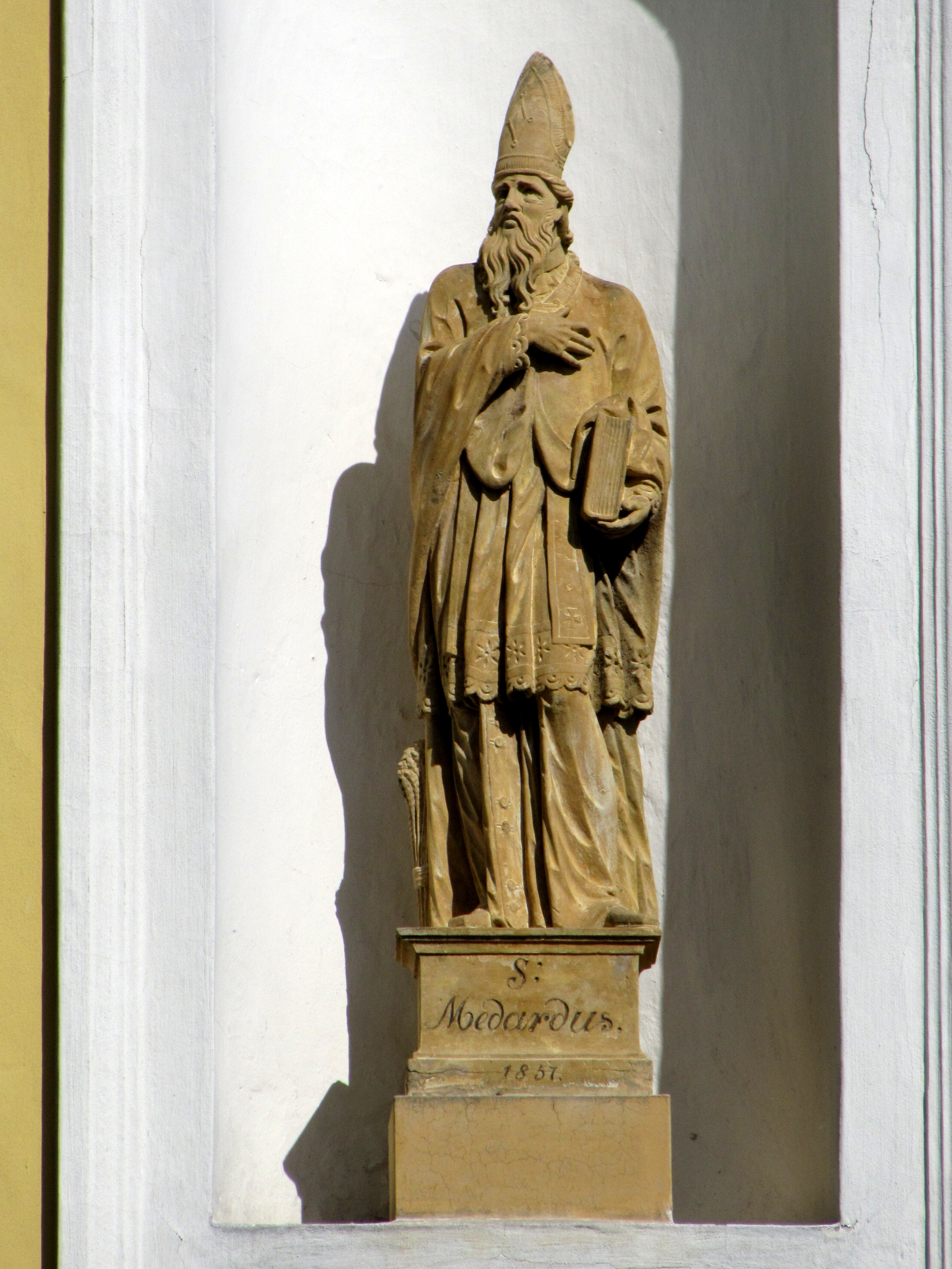
Socha sv. Medarda nad vchodem (1851)
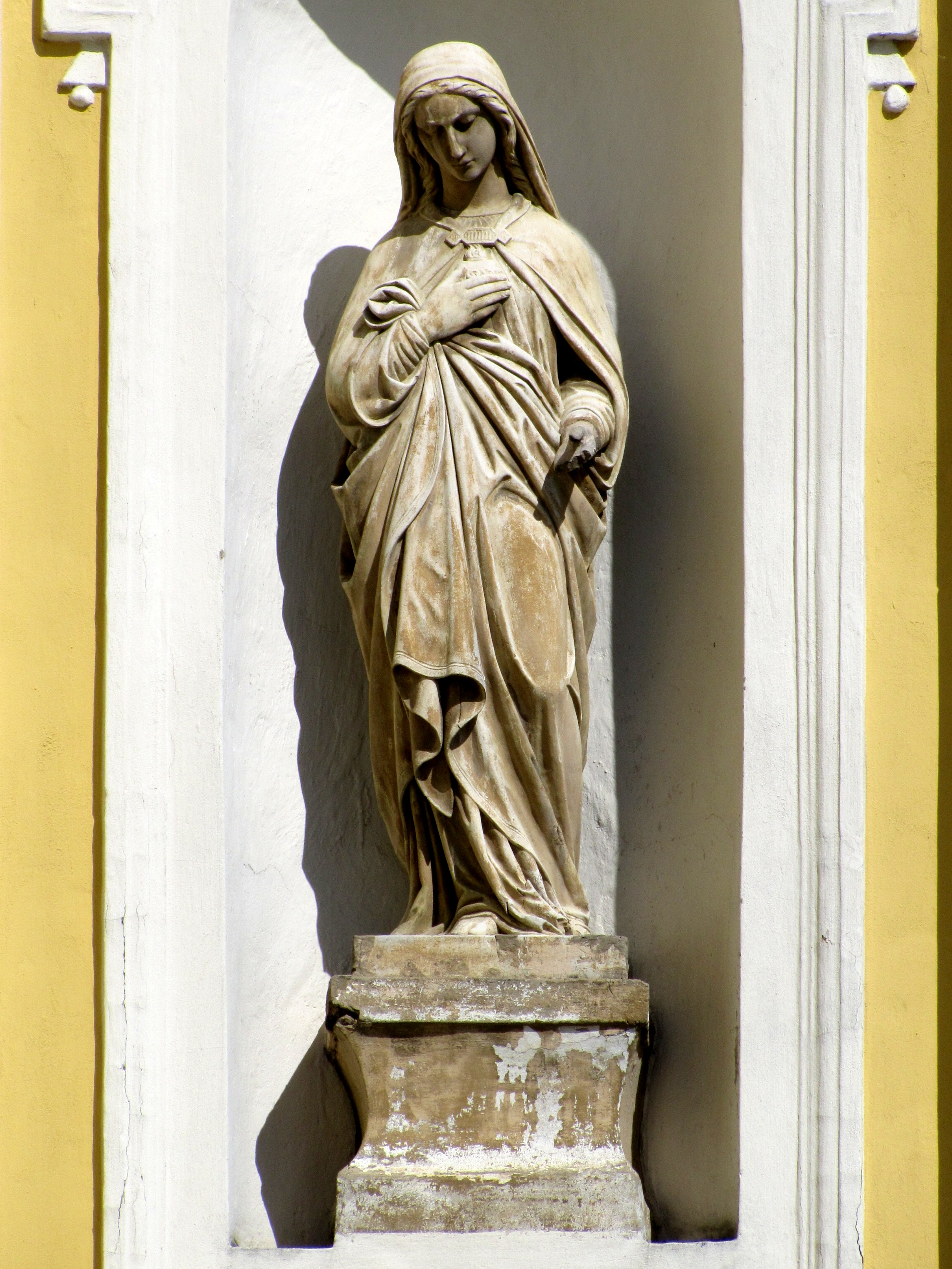
Socha Panny Marie v průčelí kostela
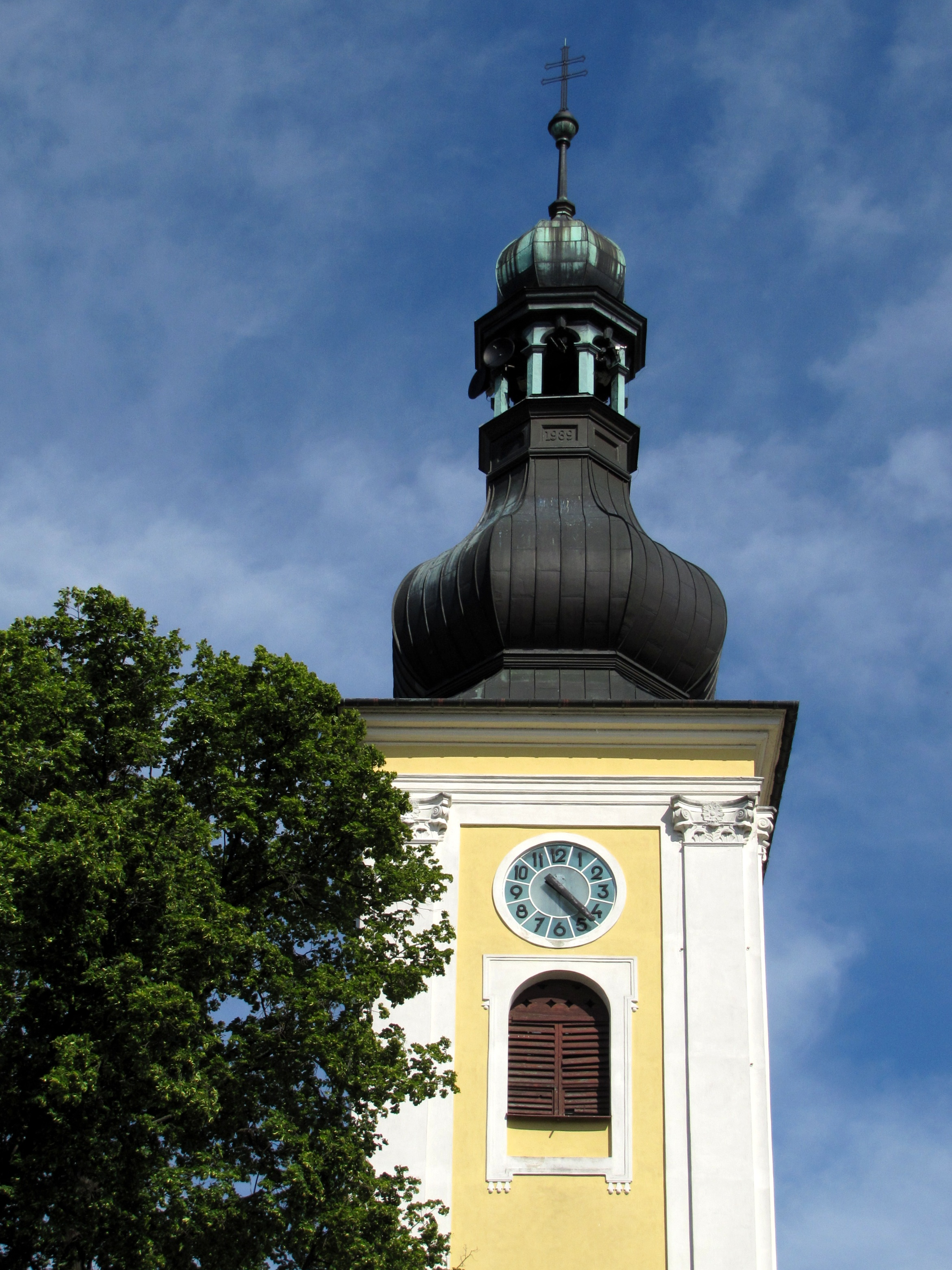
Věž
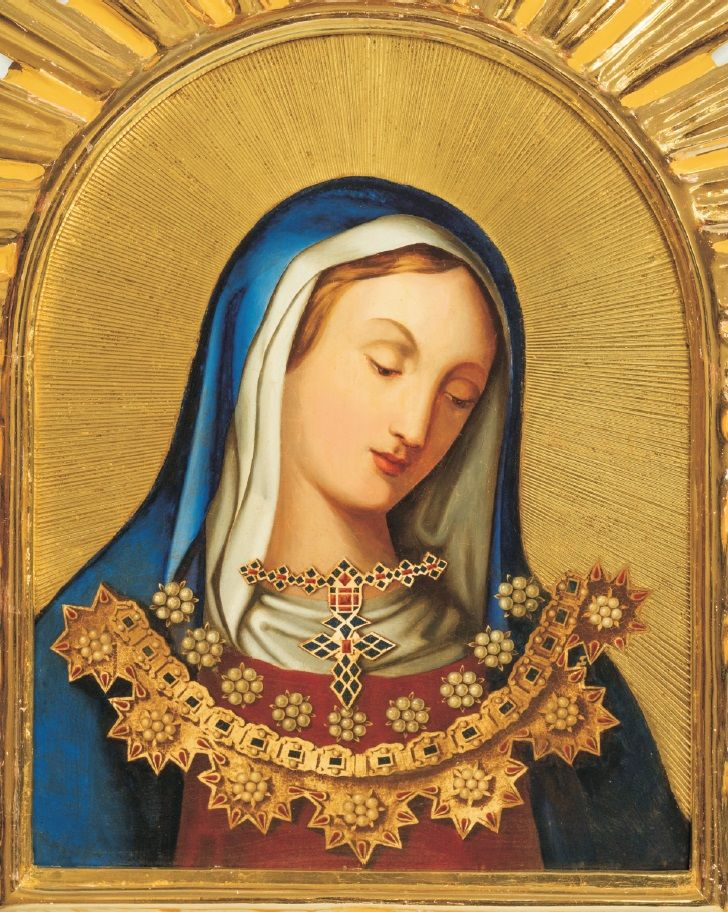
Panna Maria Milotická